# 1532. pr. Kr.
◄ | 17. stoljeće pr. Kr. | 16. stoljeće pr. Kr. | 15. stoljeće pr. Kr. | ►
◄ | 1560-ih pr. Kr. | 1550-ih pr. Kr. | 1540-ih pr. Kr. | 1530-ih pr. Kr. | 1520-ih pr. Kr. | 1510-ih pr. Kr. | 1500-ih pr. Kr. | ►
◄◄ | ◄ | 1535. pr. Kr. | 1534. pr. Kr. | 1533. pr. Kr. | 1532 pr. Kr. | 1531. pr. Kr. | 1530. pr. Kr. | 1529. pr. Kr. | ► | ►►

## Događaji
- oko ove godine bio je početak Novog kraljevstva u Egiptu s faraonom Amasisom I., 18. dinastija i širenje Hiksa